# Хун Сюечжи
Хун Сюечжи (кит. спр. 洪学智, піньїнь: Hóng Xuézhì; 2 лютого 1913 — 20 листопада 2006) — військовий і політичний діяч Китаю, генерал (1955).

## Біографія
Народився на території повіту Шанчэн провінції Хенань (зараз це місце знаходиться на території повіту Цзиньчжай провінції Аньхуей). В 1929 вступив в Комуністичну партію Китаю. У 1935 брав участь у Великому поході. В роки Японо-китайської війни брав участь у Битві ста полків. Влітку 1950 командував штурмом архіпелагу Ваньшань, таким, що припинив Громадянську війну в Китаї.
В ході Корейської війни обіймав посаду заступника командира (командир — Пен Дехуай) і начальника постачання Народної добровольчої армії, брав участь в укладенні Договору про припинення вогню, що завершив війну в 1953 році.
У 1955 звання генерала. В 1959 був позбавлений цього звання за підтримку Пен Дэхуая, виступив проти проведеної Мао Цзедуном політики «Великого стрибка». В 1960-і був реабілітований, однак у роки Культурної революції піддавався переслідуванням з боку хунвейбінів.
В кінці 1970-х знову реабілітований. Брав участь у роботі Центральної військової ради (до 1989). Обіймав посаду заступника голови 7-го і 8-го Народної політичної консультативної ради.
На початку 2000-х років виступив проти видання «Вибраних праць Цзян Цземіня про військової думки», в підписаному спільно з іншими генералами листі зазначалося, що «Цзян невірно позиціонує себе».

## Родина
Був одружений з Чжан Вень. Мав трьох синів і п'ятеро дочок. Син Хун Ху в 1999-2004 був губернатором провінції Гірин.

## Цікаві факти
У 1988 році, після відновлення системи військових звань НВАК, Хун Сюечжи і ще 16 офіцерам було присвоєно звання генерал-полковник. Хун Сюечжи став єдиним офіцером, який двічі отримав військове звання і єдиним генералом, який отримали це звання в 1955 році.